# Juan Fernández González
Juan Fernández González (Ayamonte - Huelva, España, 21 de diciembre de 1950) es un pintor figurativo, de estilo realista. Estudió en la Facultad de Bellas Artes (Universidad Complutense de Madrid), licenciándose en la especialidad de Grabado.

## Biografía
Juan Fernández González nace en Ayamonte (Huelva), 1950. Desde temprana edad siente gran atracción hacia el dibujo y el color. A los 14 años Pinta su primer cuadro al óleo que titula “cerámica con flores”.
Cursa el bachiller y no deja de pintar de una manera autodidacta. Participa en concursos y certámenes donde consigue algunos premios que le animan a seguir en esta tarea.
Realiza sus primeras exposiciones individuales en el Parador de Turismo de Ayamonte, luego en galerías de Huelva.

A mediados de los años setenta contacta con algunas galerías de arte de Madrid ( Kreisler, Héller, Gavar) que aceptan su obra y le organizan exposiciones en Madrid y otras provincias.
Posteriormente se traslada a vivir a Madrid, donde paralelamente a estas actividades expositivas se matricula en la Facultad de Bellas Artes (Universidad Complutense de Madrid), licenciándose en la especialidad de Grabado.
Terminados los estudios en la Facultad, se dedica unos años a la enseñanza, impartiendo clases de dibujo y pintura en el Taller del Prado, en Madrid, actividad que deja diez años más tarde para dedicarse plenamente a pintar.
A principio de los ochenta monta su estudio-vivienda en pleno corazón de Madrid, pero siempre alternando su tiempo y trabajo creativo con su otra residencia en su pueblo natal, Ayamonte.

## Obra
Juan Fernández es un artista forjado en la tradición figurativa, un pintor que encuentra su temática en la observancia del mundo que lo rodea. Su pintura transmite un realismo cercano. En sus pinturas de aguas, reflejos, fuentes o paisaje urbano hay además una realidad subjetiva. Los trazos cuidadosos y el dibujo riguroso definen su estilo, en el que la luz y el color forman parte fundamental.
Juan Fernández tiene en su haber más de setenta exposiciones individuales. Innumerables exposiciones colectivas entre certámenes, premios, ferias de arte en España y el extranjero. Más de 25 Premios de Pintura. Su obra está presente en numerosas colecciones privadas, así como en museos y organismos oficiales.

## Museos y Colecciones
- Parlamento de Andalucía - Sevilla.
- Biblioteca Nacional - Madrid.
- Colección Gobierno de la Rioja.
- Diputación Provincial de Soria.
- Caja de Ahorros de Guadalajara.
- Colección Grupo Durán - Madrid.
- Museo Pérez Guerra - Cortelazor La Real - Huelva.
- Museo de Alcázar de San Juan
- Museo Nacional de Cerámica - Lisboa.
- Museo Nacional de Nicaragua.
- Casa de Cultura y Museo de Semana Santa de Ayamonte - Huelva.
- Museo Infanta Elena, Tomelloso - Ciudad Real.
- Fundación Elisa Tomás Yusti - Alicante.
- Fundación Alcalde Zoilo Ruiz-Mateos, Rota - Cádiz.
- Museo Provincial de Jaén.
- Colección Caja de Avila.
- Colección Caja de Guadalajara.
- Ayuntamientos de Ayamonte, Isla Cristina, Punta Umbría, Huelva

## Premios obtenidos
- 1er. Premio XIII Certamen de Arte, Huelva.
- 1er. Premio Caja de Ahorros de Huelva.
- Mención de honor 1º Salón Nacional Gibraleón, Huelva.
- Mención de honor 2º Salón Nacional Gibraleón, Huelva.
- Mención de honor 5º Salón Nacional Gibraleón, Huelva.
- 2º Premio XII Certamen de Arte, Huelva.
- Mención de Honor Ayuntamiento de Ayamonte.
- 2º Premio Pintura Bolullos del Condado.
- Diploma de Honor 2º Exposición Pintura Regional, Moguer.
- 3er. Premio Salón Nacional Gibraleón, Huelva.
- Mención de Honor Premio Pedro Bueno, Córdoba.
- Medalla IV Certamen Nacional de Pintura, Luarca, Asturias.
- 2º premio XXI Certamen Nacional de Pintura Caja de Madrid, 1993.
- Finalista 1ª. Bienal de Pintura de Granbazán, Pontevedra, 1993.
- 2º Premio de Pintura Diputación provincial de Soria, 1993.
- Medalla V Certamen Nacional de Pintura, Luarca, Asturias, 1995.
- Finalista y Medalla de Plata Premio Caja de Ahorros de Guadalajara, 1996.
- Mención de honor Premio Durán,1996.
- Premio de Adquisición VIII Bienal de Pintura “Elisa Tomás Yusti”, Alicante, 1996.
- Medalla de Honor V Concurso Nacional de Pintura de Ciudad de Tudela, 1997.
- Premio Adquisición III Exposición Nacional de Pintura “Vinos de La Mancha”, 1997 (Alcázar de San Juan)
- 1er.Premio Certamen Nacional de Arte Caja de Ahorros de Guadalajara, 1997.
- 1er.Premio de Pintura “El Vino y los 5 Sentidos”, Gobierno de la Rioja, Logroño, 1998.
- 1a.Medalla de Honor VII Concurso Nacional de Pintura Ciudad de Tudela, 1999.
- Finalista 1er. Certamen de Pintura Contemporánea, Fundación Wellington, 2001.
- 1º Premio V Exposición Internacional de Pintura Ciudad Alcázar de San Juan, 2001.
- Mención de Honor 1er. Certamen Nacional “Cooperativa Virgen de las Viñas”, Tomelloso, 2002.
- Premio de Pintura III Certamen Nacional “Cooperativa Virgen de las Viñas”, Tomelloso, 2004.

## Exposiciones Individuales
1976 
- Parador de Turismo, Ayamonte.

1978
- Galería Eva, Faro (Portugal).
- Galerían Montechoro, Albufeira (Portugal).
- Parador de Turismo, Ayamonte.

1980
- Caja Provincial de Ahorros, Huelva.

1983
- Galería Gavar, Madrid.
- Galería Echeberría, San Sebastián.

1984
- Galería Caledonia, Bilbao.
- Galería El Portalón, Vitoria.

1985
- Parador de Turismo, Ayamonte.

1986
- Caja de Ahorros Círculo Católico, Burgos.

1987
- Galería Echeberría, San Sebastián.

1988
- Galería Alfama, Madrid.
- Galería Puchol, Valencia.

1989
- Galería Echeberría, San Sebastián.
- Galería Caja de Ahorros de Badajoz.

1990
- Galería Arte Lancia, Oviedo.
- Galería Arte Lancia, León.
- Galería Rafael, Valladolid.

1991
- Galería Caledonia, Bilbao.

1992
- Sala de Exposiciones Ilmo. Ayuntamiento de Ayamonte.

1993
- Galería Espí, Torelavega, Santander.

1994
- Galería de Arte Balboa-13, Madrid.

1995
- Galería Arte Lancia, León.
- Galería Haurie, Sevilla.

1996
- Sala de Exposiciones Ilmo. Ayuntamiento de Ayamonte
- Sala de Exposiciones Diputación Provincial de Huelva.

1997
- Galería Nova, Málaga.
- Galería Marisa Rosado, La coruña.

1998
- Galería Christian Franco, Badajoz.
- Ayuntamiento de Monsaraz, Evora(Portugal)
- Galería Kreisler, Barcelona.

1999
- Galería Arte Lancia, León.
- Galería Siena, Ponferrada, León
- Galería Passage, Ayamonte.
- Galería Tavira, Bilbao.

2000
- Galería Santiago Casar, Santander.
- Galería Passage, Ayamonte.

2001
- Galería Ana Samarán, Pozuelo, Madrid.
- Galería Siena, Ponferrada, León.

2002
- Galería Coarte, La Coruña.
- Galería Passage, Ayamonte.

2003
- Galería Espacio 36, Zamora.
- Cámara Municipal de Vila Real de Santo Antonio, Portugal.
- Casa de Cultura, Torrelodones, Madrid.

2004
- Galería Dalí, Toledo.
- Sala de Exposiciones Hotel Tívoli, Vilamoura, Portugal.

2005
- Galería Espí, Torrelavega, Santander.
- Galería Passage, Ayamonte.
- Club Financiero Génova, Madrid.

2006
- Galería Arte Lancia, León.
- Galería Siena, Ponferrada, León.
- Galería Bisel, Cartagena.

2007
- Galería Maravia, Córdoba.
- Galería Nova, Málaga.
- Fundación Zoilo Ruiz-Mateo, Rota, Cádiz.
- Sala de Exposiciones del BBVA-Oviedo.

2008
- Museo Municipal San Leonardo de Yagüe, Soria.
- Galería Trueno, Colmenar Viejo, Madrid.

2009
- Museo Casa de la Madera, Burgos.
- Galería Municipal de Arte Isla Cristina, Huelva.

2010
- Sala de Exposiciones Colegio de Médicos de Madrid.
- Sala de Exposiciones José Caballero.Ayuntamiento de Punta Umbría-Huelva.

2011 
- Exposición Itinerante por diversas Ciudades.Organiza Caja Avila.

2012  
- Sala de Exposiciones del BBVA- Oviedo.
- Sala Ermita San Sebastian, Ilmo. Ayuntamiento de Ayamonte.